# Mustafaköy, Kovancılar
Mustafaköy là một xã thuộc huyện Kovancılar, tỉnh Elâzığ, Thổ Nhĩ Kỳ. Dân số thời điểm năm 2011 là 127 người.